# San Pietro in Guarano
San Pietro in Guarano ist eine italienische Stadt in der Provinz Cosenza in Kalabrien mit 3364 Einwohnern (Stand 31. Dezember 2023).

## Lage und Daten
San Pietro in Guarano liegt etwa 19 Kilometer östlich von Cosenza am Osthang des Valle des Crati. Die Nachbargemeinden sind Castiglione Cosentino, Celico, Lappano, Rende, Rose, Rovito und Zumpano. Die Ortsteile sind Redipiano und San Benedetto. San Pietro in Guarano und Redipiano hatten einen Bahnhof an der früheren Bahnstrecke Pedace–San Giovanni in Fiore.

## Sehenswürdigkeiten
In der Pfarrkirche steht ein großer Barockaltar aus dem Jahr 1748. Die Kirche S. Maria in Gerusalemme hat eine Fassade aus der Spätrenaissance, die Decke im Inneren ist eine Kassettendecke aus Holz.

## Persönlichkeiten
- Serafino Sprovieri (1930–2018), römisch-katholischer Erzbischof